# Рабочий посёлок имени Коминтерна
имени Коминтерна — упразднённый в 1949 году рабочий посёлок в Чудовском районе Новгородской области России. Возник как фабричный посёлок в 1878 году. Фактически уничтожен фашистами в 1941 году.

## География
Располагался на правом берегу реки Волхов), в 3,5 км к югу-юго-востоку от посёлка Волхов Мост.

## История
Волховская фарфоро-фаянсовая фабрика (позже Фабрика И. Е. Кузнецова на Волхове) была первой из фабрик такого рода московского фабриканта Ивана Емельяновича Кузнецова. Она была построена в 1878 году. В 1918 году фабрика была национализированы и была переименована в «Коминтерн». В 1920-е годы фабрика входила в трест «НОВГУБФАРФОР». В 1923—1926 году здесь выполнялись агитационные изделия, а затем налажено производство красок для фарфора.
Указом Президиума Верховного Совета РСФСР от 4 декабря 1938 г. населённый пункт при заводе «Коминтерн» Чудовского района Ленинградской области преобразован в рабочий посёлок имени Коминтерна.
В августе-ноябре 1941 г. Чудовский район был оккупирован немецко-фашистскими войсками. А посёлок и завод «Коминтерн» были полностью разрушены (из 87 двухэтажных домов не уцелело ни одного) и больше не восстанавливались. 
Территория посёлка была освобождена советскими войсками в декабре 1941 г.
Исключён из учётных данных решением облисполкома 28.11.1949 № 21.

## Население
По переписи 1939 года в посёлке проживало 3456 человек, в том числе 1520 мужчин и 1936 женщин.